# 조이 새도스키시넛
조이 새도스키시넛 MNZM (영어: Zoi Sadowski-Synnott MNZM, 2001년 3월 6일~)은 뉴질랜드의 스노보드 선수로 주 종목은 슬로프스타일과 빅에어이다. 2018년 동계 올림픽에서 빅에어 부문 동메달을 획득했고, 2022년 동계 올림픽 여자 슬로프스타일에서 금메달을 획득하며 뉴질랜드 최초의 동계 올림픽 금메달리스트가 되었다.